# Waldbredimus
Waldbredimus (Luxemburgs: Waldbriedemes) is een plaats en voormalige gemeente in het Luxemburgse Kanton Remich. Op 1 september 2023 fuseerde te gemeente met Bous tot de gemeente Bous-Waldbredimus.
De gemeente had een totale oppervlakte van 12,57 km² en telde 880 inwoners op 1 januari 2007.

## Plaatsen in de gemeente
- Ersange
- Roedt
- Trintange
- Waldbredimus

## Ontwikkeling van het inwoneraantal
| Jaar                              | 2001 | 2002 | 2003 | 2004 | 2005 |
| --------------------------------- | ---- | ---- | ---- | ---- | ---- |
| Inwoneraantal                     | 847  | 841  | 859  | 877  | 853  |
| Opmerking: tellingen op 1 januari |      |      |      |      |      |